# گلاسگو (دلاویر)
گلاسگو (به انگلیسی: Glasgow) یک منطقهٔ مسکونی در ایالات متحده آمریکا است که در شهرستان نیوکاسل، دلاویر واقع شده‌است. گلاسگو ۲۵٫۶ کیلومتر مربع مساحت و ۱۴٬۳۰۳ نفر جمعیت دارد و ۲۱٫۰۳ متر بالاتر از سطح دریا قرار دارد.